# Sabaji
Sabaji fou raja maratha de Nagpur de la família Bhonsle, germà de Janoji i Mudhoji i oncle de Raghuji II.
El 1772, Janoji, que no tenia fills, va obtenir del peshwa Madhav Rao el consentiment per l'adopció del seu nebot Raghuji (II) que era fill del seu germà Mudhoji I. Janoji va morir a Yeral (Naldurg) quan tornava a Nagpur, el 16 de maig de 1772, d'un fort mal d'estómac, i formalment el va succeir Raghuji II sota regència paterna, però com que el peshwa Madhav Rao no li va enviar el títol formal de senasaheb, un germà de Janoji, Sabaji, va intentar obtenir aquest títol i com que Mudhoji era un declarat partidari de Raghunath Rao, l'oncle i rival de Madhav Rao, aquest va enviar el títol i honors a Sabaji. La vídua de Janoji, Darya Bai, va donar suport a Sabaji i va revelar que estava en estat i que podia donar a llum a un fill.
Com a precaució el regent Mudhoji va enviar a la seva família al fort de Chanda i va reunir una força de 25000 homes per enfrontar a Sabaji. En la lluita Sabaji va rebre ajut del peshwa (Madhav Rao el 1772 i després Narayan Rao) i del nizam i les forces combinades d'aquestos van assetjar Ellichpur, el nawab del qual era aliat de Mudhoji.
Els exèrcits dels dos germans es van enfrontar a Kumbhari prop d'Akola (1773), però després d'aquest i altres combats menors, els dos germans van decidir posar fi a la lluita i es va acordar que el títol de Senasaheb seria per Raghuji II i que Mudhoji seria el regent però amb participació en el govern de Sabaji. Els germans Prabhu, Vyankal Kasi i Kaksman Kasi, foren enviats a Poona per assegurar el títol per Raguhi II. L'acord no fou respectat per Sabaji i quan Narayan i Raghunath Rao es van enfrontar pel poder, Sabaji va agafar el partit del primer i Mudhoji del segon. Narayan Rao fou assassinat i el suport de Sabaji va quedar greument afectat; Mudhoji pel seu costat es va reforçar amb la pujada al poder de Raghunath Rao; un acord entre els dos germans es va aconseguir, però altra vegada fou de curta durada. Raghunath va atacar al nizam, en càstig per haver pres partit pel seu rival, i va haver de signar un acord. Madhoji també va signar un acord amb el nizam pel qual es feia la pau basada en el repartiment de Berar al 60-40 per cent.
La disputa entre Mudhoji i Sabaji es va reprendre el 1774, però es va resoldre finalment per la mort del segon en la batalla de Panchgaon, prop de Nagpur, el 26 de gener de 1775. Els partidaris de Sabaji es van sotmetre a Mudhoji i el títol de senasahib fou ratificat a Rahguhi finalment el 1775 per Sawai Madhav Rao Narayan, el nou peshwa.